# Dalmau III de Rocabertí
Dalmau III de Rocabertí o de Carmençó fou vescomte de Rocabertí entre 1099 i 1137. Va succeir Berenguer Guillem de Rocabertí, germà de Ramon Guillem de Rocabertí. Se sap que el 1114 va anar a Mallorca amb Ramon Berenguer III. Segons Santiago Sobrequés aquest Dalmau seria net del comte d'Empúries Ponç I, fill de Berenguer, el segon fill del comte emporità. D'aquesta manera sortiria el llinatge dels Rocabertí, com una branca secundària del comtes d'Empúries. No se sap ben bé amb qui es va casar, si amb Toda de Claramunt o amb Atília d'Anglesola o amb totes dues. Els possibles fills serien:
- Berenguer Renard de Peralada, vescomte de Carmençó i senyor de Peralada.
- Jofre I de Rocabertí, vescomte de Rocabertí i senyor de Ceret.
- Ermessenda, casada amb Sanç I de Rosselló-Cerdanya.
- Guillem.
- Toda, casada amb Pere de Palafolls.
- Berenguer, bisbe d'Elna.